# Jacky Pérignon
Jacky Pérignon, né le 11 juin 1951 à Gorcy en France, était un footballeur français devenu entraîneur qui jouait au poste de défenseur.

## Biographie

### FC Metz (1970 - 1978)
Né à Gorcy, en Lorraine, Jacky Pérignon rejoint rapidement le FC Metz, club emblématique de la région. Arrivé en tant qu’attaquant, il est rapidement repositionné en défense centrale, où il s’impose comme un titulaire incontournable.
Sous l’ère Georges Huart, il devient l’un des piliers de la défense messine, aux côtés de Patrick Battiston, François Zdun et Joël Müller.

### Stade de Reims (1978)
Après huit ans au sein du club mosellan, il rejoint en 1978 le Stade de Reims, alors en Division 1.

### La Sportive Thionvilloise (1979 - 1981)
Après une demi-saison au sein de son ancien club, il retourne dans sa région natal pour s'engager avec La Sportive Thionvilloise, tout juste promu en Division 2 pour la première fois de son histoire.
Titulaire indiscutable dans la défense thionvilloise, le joueur devient rapidement un homme marquant de cette génération dorée du club de Thionville. 

### ES Rochelaise (1981 - 1984)
À la suite du dépôt de bilan de La Sportive Thionvilloise, le joueur rejoint l'ES Rochelaise en Division 3 et termine sa carrière de footballeur au sein du club en 1984.